# Isfet
Isfet ou Asfet (significa "injustiça", "caos",  ou "violência"; como verbo, “fazer o mal”) é um termo egípcio antigo personificado por uma deusa de mesmo nome, também usado na filosofia, o qual complementava um ideal de dualismo religioso, social e político.

## Princípios e Ideologia
Na religião egípcia, Isfet (também conhecida como Asfet) é a deusa do caos. Isfet é a oposição a Maat (deusa da justiça, da retidão, da harmonia e da ordem). De acordo com as crenças do Antigo Egito, Isfet e Maat construíram um dualismo complementar e também paradoxal: uma não poderia existir sem sua contrapartida. Isfet e Maat se equilibram. Um rei egípcio (faraó) foi nomeado para "alcançar" Maat, o que significa que ele tinha que manter e proteger a justiça e a harmonia controlando Isfet, que não poderia ser destruída pois isto desequilibraria o mundo. Os princípios da oposição entre Isfet e Maat são exemplificados em um conto popular do Reino Médio, chamado de "lamentos dos beduínos":
Aqueles que destroem a mentira promovem Maat;
Aqueles que promovem o bem apagará o mal.
Como a plenitude elimina o apetite,
Como roupas cobrem o nu e
Como o céu se apaga depois de uma tempestade.
Aos olhos dos egípcios o mundo era sempre ambíguo; as ações e os julgamentos de um rei foram pensados para simplificar esses princípios, a fim de manter Maat, separando a ordem do caos ou o bem do mal.  Textos de Coffin (335a) afirmam a necessidade de os mortos serem purificados de Isfet (ou seja, expurgados do mal), a fim de renascer no Duat. 